# Pascal Simon
Pour les articles homonymes, voir Simon.
Pascal Simon, né le 27 septembre 1956 à Mesnil-Saint-Loup (Aube), est un coureur cycliste français. Pascal Simon est le frère de Régis, François et de Jérôme Simon, tous trois anciens coureurs cyclistes professionnels.

## Carrière
En tant qu'amateur, il devient en 1974 champion de France junior sur route et en 1978, champion de France militaires de cyclo-cross. 
Professionnel de 1979 à 1991, il totalise 17 victoires. Il a participé à onze Tours de France, avec pour meilleur classement final une septième place en 1984. Il a remporté une étape du Tour 1982. Il a porté pendant sept jours le maillot jaune durant le Tour 1983, mais doit abandonner sur blessure. Lors du Critérium du Dauphiné libéré 1983, il est contrôlé positif au Micorene et déclassé.

### Tour de France 1983
Il signe l'exploit de sa carrière lors de la dixième étape qui mène à Bagnères-de-Luchon. Dans une journée qui voit les coureurs franchir les cols d'Aubisque, du Tourmalet, de l'Aspin et de Peyresourde, et qui provoque des défaillances et de gros écarts. Il attaque dans l'Aspin et s'empare du maillot jaune, à l'issue de l'étape, dont il prend la troisième place, derrière son beau-frère Robert Millar, vainqueur du jour. Au classement général, Laurent Fignon, le deuxième est à 4 min 22 s. En l'absence de Bernard Hinault, quadruple vainqueur du Tour, de grands espoirs de victoire finale s'offrent à lui. Mais le lendemain, il est victime d'un accrochage entre Bernard Bourreau et Jonathan Boyer. En voulant éviter Bourreau, il glisse sur des graviers et chute. Le communiqué médical annonce un trait de fracture de la partie moyenne de l'omoplate gauche. Il repart le jour suivant de Fleurance et résiste durant cinq jours. Au matin de l'étape du puy de Dôme, il compte encore 4 min 14 s d'avance sur Fignon. Ne pouvant utiliser sa main gauche, il ne peut tirer correctement sur son guidon et concède 3 min 22 s à Fignon, dans le contre-la-montre de ce jour-là. Il repart le lendemain en ayant sauvé son maillot jaune pour 52 s. Mais il doit abandonner durant la dix-septième étape, entre La Tour-du-Pin et L'Alpe d'Huez, dans la côte de La Chapelle-Blanche, au km 96. Pour la neuvième fois depuis la création du Tour de France, une étape se termine sans maillot jaune[réf. nécessaire].

## Palmarès

### Palmarès amateur
| - Amateur - 1971-1978 : 82 victoires - 1974 - Champion de France sur route juniors - 1977 - 2e étape du Circuit de Saône-et-Loire - Tour du Béarn - Cyclo-cross du Mingant - 2e du Manx Trophy | - 1978 - 1re étape du Circuit de Saône-et-Loire - Circuit des Monts du Livradois - Tour d'Alsace - Paris-Vailly - Tour du Béarn - Une étape du Tour de l'Yonne (contre-la-montre) - 2e du Circuit de Saône-et-Loire - 3e de Paris-Troyes |  |

### Palmarès professionnel
| - 1979 - Grand Prix de Montauroux - 2e du Circuit de l'Indre - 1980 - Tour du Haut-Var - 2e de la Promotion Pernod - 1981 - 2eb étape de Paris-Nice (contre-la-montre par équipes) - Tour de l'Avenir ; - Classement général - 13e et 14e étapes - 1reb étape de l'Étoile des Espoirs (contre-la-montre par équipes) - 2e du Grand Prix de Montauroux - 5e du Critérium International - 8e du Tour de Lombardie - 10e du Grand Prix des Nations - 1982 - 1re et 5e (contre-la-montre) étapes du Clásico RCN - 15e étape du Tour de France - 2e de la Flèche azuréenne - 2e du Tour de Corse - 3e du Critérium du Dauphiné libéré - 3e du Tour du Limousin - 8e du Tour de Romandie - 1983 - Boucles de Sospel - 6e étape du Critérium du Dauphiné libéré - 1reb étape de l'Étoile des Espoirs (contre-la-montre par équipes) - 3e du Tour du Sud-Est - 4e du Critérium du Dauphiné libéré - 6e du Tour de Romandie - 1984 - Tour de Midi-Pyrénées : - Classement général - 1re étape - 2e du Critérium international de la route - 3e du Grand Prix de Plumelec - 3e du Tour du Haut-Var - 4e du Tour de Romandie - 4e du Critérium du Dauphiné libéré - 7e du Tour de France | - 1985 - 2eb étape de l'Étoile des Espoirs (contre-la-montre par équipes) - 8e de Paris-Nice - 1986 - Tour du Haut-Var - 4eb étape de Paris-Nice (contre-la-montre par équipes) - 4e de Paris-Nice - 1987 - Tour du Vaucluse - 3e du Critérium International - 10e du Critérium du Dauphiné libéré - 1988 - Châteauroux-Limoges - 2e du Grand Prix d'Europe à Innsbrück - 4e de Paris-Nice - 10e du Critérium du Dauphiné libéré - 1989 - 2e étape du Tour de France (contre-la-montre par équipes) - 1990 - 6e de Paris-Nice - 6e du Tour de Romandie - 1991 - 3e étape du Tour du Limousin - 9e du Grand Prix du Midi libre |  |

## Résultats sur les grands tours

### Tour de France
11 participations
- 1980 : 28e
- 1982 : 20e, vainqueur de la 15e étape
- 1983 : abandon (16e étape),  maillot jaune pendant 7 jours
- 1984 : 7e
- 1985 : 20e
- 1986 : 13e
- 1987 : 53e
- 1988 : 17e
- 1989 : 13e, vainqueur de la 2e étape (contre-la-montre par équipes)
- 1990 : 35e
- 1991 : 57e

### Tour d'Espagne
1 participation
- 1985 : 14e

### Tour d'Italie
1 participation
- 1990 : 73e